# Andreas Aigner
Andreas Aigner (* 24. září 1984 Leoben) je rakouský jezdec rally. V sezóně 2008 získal titul mistra světa v produkční vozech (PWRC).

## Kariéra

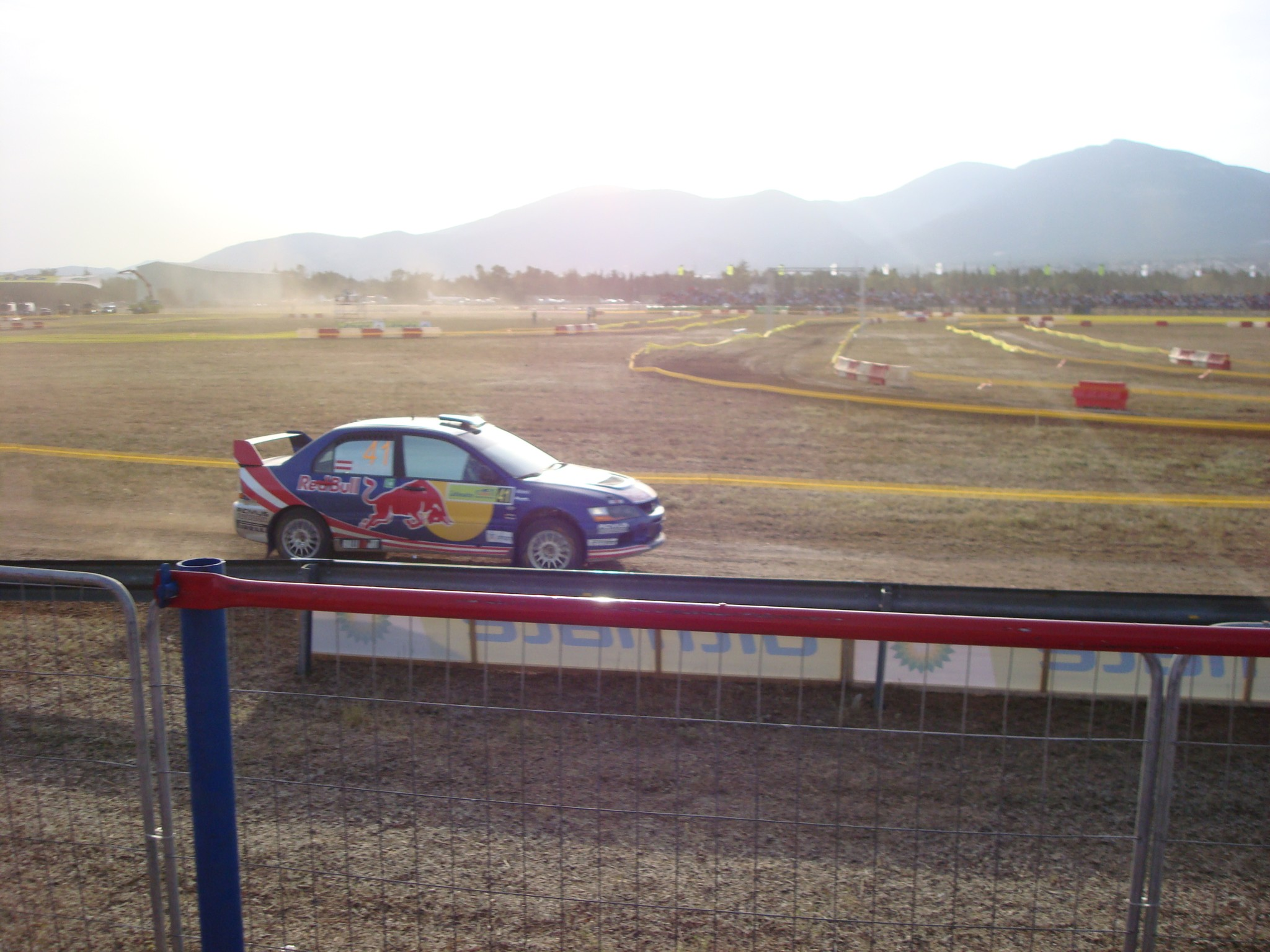
Aigner na cestě k vítězství ve třídě PWRC na Rally Acropolis 2008

Aigner debutoval v mistrovství světa v rally v roce 2005, když na Kyperské rally skončil na 19. místě s Mitsubishi Lancer Evolution VIII. Toho roku odjel v MS další tři soutěže.  V roce 2006 podepsal smlouvu s týmem Red Bull Škoda Armina Schwarze. Své první body ve WRC získal na Rallye Deutschland (6. místo).
V roce 2007 se vrátil zpět do PWRC, skončil 13. celkově a technikou mu bylo novější Mitsubishi Lancer Evolution IX s podporou Red Bullu. V roce 2008 vyhrál třídu PWRC a v rámci třídy vyhrál Rally Argentina (kde skončil celkově osmý), Acropolis Rally a Rally of Turkey.
V roce 2012 se zúčastnil mistrovství světa v rallye Super 2000 (S-WRC).